# Himmel über den Sümpfen
Himmel über den Sümpfen (Originaltitel: Cielo sulla palude) ist ein italienischer Spielfilm aus dem Jahr 1949 und hat die italienische Jungfrau und Märtyrin Maria Goretti zum Thema. In Westdeutschland wurde der Film am 13. April 1951 uraufgeführt.
Im Jahr 2008 wurde Himmel über den Sümpfen auf die offizielle, vom italienischen Kulturministerium gebilligte Liste „100 erhaltenswerte italienische Filme“ aufgenommen. Die 100 ausgewählten Filme entstanden zwischen 1942 und 1978 und haben das kollektive Gedächtnis Italiens maßgeblich geprägt.

## Handlung
Um die Jahrhundertwende vom 19. zum 20. Jahrhundert herrscht in den Pontinischen Sümpfen Armut; die Malaria greift um sich. Bauer Luigi Goretti und seine Frau Assunta sind mit ihren Kindern auf Wanderschaft und suchen nach Arbeit. In Nettuno finden sie Arbeit auf dem Landgut eines Grafen. Vergeblich fordert Verpächter Serenelli die Familie auf, zu gehen. Da Familie Goretti vom Grafen geschickt wurde, darf sie bleiben, doch stellt Serenelli sofort klar, dass er das Sagen hat.
Beim Besuch des Wochenmarktes erfüllt sich für die gläubige Tochter Maria der Wunsch, das Meer zu sehen. Sie freundet sich mit Serenellis Sohn Alessandro an.
Marias Vater erkrankt an Malaria. Der Arzt schickt ihn sofort ins Krankenhaus, doch stirbt Luigi Goretti an seiner Krankheit. Giovanni Serenelli macht Assunta Goretti gegenüber Andeutungen, dass er sie heiraten will.
Maria besucht den Unterricht, um die Erstkommunion begehen zu können. Bei der Feldarbeit versucht Alessandro, sich ihr unsittlich zu nähern, doch kann sie fliehen. In der Folgezeit unternimmt Alessandro einige weitere Versuche, jedoch vergeblich. Während ihrer Erstkommunion betet Maria um Rettung. Als die Familie zur Feldarbeit geht und Maria mit Alessandro alleine zurückbleiben muss, wird Alessandro ein weiteres Mal übergriffig. Als Maria sich wehrt, sticht er mit einer Ahle auf sie ein. Giovanni Serenelli entdeckt die schwerverletzte Maria; Alessandro wird verhaftet.
Maria stirbt einen Tag später im Krankenhaus; im Sterben liegend vergibt sie Alessandro.

## Auszeichnungen
- 1949: Internationale Filmfestspiele von Venedig; International Award in der Kategorie Beste Regie für Augusto Genina sowie Gewinner der Kategorien Bester italienischer Film und OCIC Award.[2]

- 1950: Nastro d’Argento-Preisverleihung vom Sindacato Nazionale Giornalisti Cinematografici Italiani; Silbernes Band an Augusto Genina für die Regie des besten italienischen Films (Nastro d'Argento al regista del miglior film) sowie an G. R. Aldo für die Beste Kamera (Migliore Fotografia).[3]

## Kritiken
„Realistisch in der Milieu- und Charakterzeichnung, sensibel inszeniert, mit ausgezeichneten Darstellern. (Preis der OCIC in Venedig 1949)“